# Вессон (Міссісіпі)
Вессон (англ. Wesson) — місто (англ. town) в США, в округах Копая і Лінкольн штату Міссісіпі. Населення — 1833 особи (2020).

## Географія
Вессон розташований за координатами 31°42′0″ пн. ш. 90°23′42″ зх. д. / 31.70000° пн. ш. 90.39500° зх. д. (31.699930, -90.395042).  За даними Бюро перепису населення США в 2010 році місто мало площу 11,53 км², з яких 11,53 км² — суходіл та 0,00 км² — водойми.

## Демографія
Згідно з переписом 2010 року, у місті мешкало 1925 осіб у 539 домогосподарствах у складі 416 родин. Густота населення становила 167 осіб/км².  Було 594 помешкання (52/км²).
Расовий склад населення:
| - 79,5 % — білих - 17,9 % — чорних або афроамериканців - 0,4 % — азіатів - 0,1 % — корінних американців - 1,3 % — осіб інших рас |

До двох чи більше рас належало 0,8 %. Частка іспаномовних становила 3,1 % від усіх жителів.
За віковим діапазоном населення розподілялося таким чином: 23,3 % — особи молодші 18 років, 67,4 % — особи у віці 18—64 років, 9,3 % — особи у віці 65 років та старші. Медіана віку мешканця становила 23,6 року. На 100 осіб жіночої статі у місті припадало 93,3 чоловіків;  на 100 жінок у віці від 18 років та старших — 87,7 чоловіків також старших 18 років.
Середній дохід на одне домашнє господарство  становив 62 952 долари США (медіана — 54 444), а середній дохід на одну сім'ю — 72 390 доларів (медіана — 70 347). За межею бідності перебувало 13,6 % осіб, у тому числі 14,1 % дітей у віці до 18 років та 5,1 % осіб у віці 65 років та старших.
Цивільне працевлаштоване населення становило 708 осіб. Основні галузі зайнятості: освіта, охорона здоров'я та соціальна допомога — 26,4 %, будівництво — 12,7 %, роздрібна торгівля — 11,9 %.